# Mallorca Open 2017
Il Mallorca Open 2017 è stato un torneo femminile di tennis giocato sui campi in erba. È stata la seconda edizione del torneo che ha fatto parte della categoria International nell'ambito del WTA Tour 2017. Si è giocato al Santa Ponsa Tennis Club di Maiorca, in Spagna, dal 19 al 25 giugno 2017.

## Partecipanti

### Teste di serie
| Nazionalità | Giocatrice               | Ranking* | Testa di serie |
| ----------- | ------------------------ | -------- | -------------- |
| Russia      | Anastasija Pavljučenkova | 18       | 1              |
| Lettonia    | Anastasija Sevastova     | 19       | 2              |
| Francia     | Caroline Garcia          | 21       | 3              |
| Spagna      | Carla Suárez Navarro     | 23       | 4              |
| Paesi Bassi | Kiki Bertens             | 27       | 5              |
| Italia      | Roberta Vinci            | 32       | 6              |
| Croazia     | Ana Konjuh               | 33       | 7              |
| Ungheria    | Tímea Babos              | 36       | 8              |

* Ranking al 12 giugno 2017.

### Altre partecipanti
Le seguenti giocatrici hanno ricevuto una Wild card:
- Viktoryja Azaranka
- Sabine Lisicki
- Francesca Schiavone
- Sara Sorribes Tormo

Le seguenti giocatrici sono passate dalle qualificazioni:

- Verónica Cepede Royg
- Jana Čepelová
- Kirsten Flipkens
- Beatriz Haddad Maia
- Ons Jabeur
- Anna Kalinskaja

La seguente giocatrice è entrata in tabellone come lucky loser:
- Sara Errani

### Ritiri
Prima del torneo
- Annika Beck → sostituita da  Mandy Minella
- Anett Kontaveit → sostituita da  Sara Errani
- Monica Niculescu → sostituita da  Risa Ozaki
- Laura Siegemund → sostituita da  Varvara Lepchenko

Durante il torneo
- Kiki Bertens

## Campionesse

### Singolare
Anastasija Sevastova ha sconfitto in finale  Julia Görges con il punteggio di 6-4, 3-6, 6-3.
- È il secondo titolo in carriera per Sevastova, il primo dal 2010.

### Doppio
- Chan Yung-jan /  Martina Hingis hanno vinto il titolo a seguito del ritiro di  Jelena Janković /  Anastasija Sevastova.